# Stelian Dedu
Stelian Dedu (n. 3 august 1933, Picior de Munte, județul Dâmbovița) este un fost senator român. Stelian Dedu a fost ales senator în legislatura 1990-1992 pe listele FSN în județul Mehedinți. În legislatura 1992-1996, Stelian Dedu a fost ales senator pe listele partidului PDSR. În cadrul activității sale parlamentare în legislatura 1990-1992, Stelian Dedu a fost membru în grupurile parlamentare de prietenie cu Republica Portugheză, Republica Franceză-Senat, Republica Bulgaria, Republica Italiană și Republica Coreea. În legislatura 1992-1996, Stelian Dedu a inițiat o singură moțiune și a fost membru în  comisia economică, industrii și servicii. 